# Boris Walentinowitsch Jakowenko
Boris Walentinowitsch Jakowenko (russisch Борис Валентинович Яковенко, wiss. Transliteration Boris Valentinovič Jakovenko, englisch Boris Yakovenko; geb. 1884 in Twer; gest. 1949 in Prag) war ein russischer Philosoph und Publizist.
Er war einer der prominentesten Vertreter des Neo-Kantianismus in Russland, der einen großen Teil seiner Forschung den Fragen der Erkenntnis widmete und als Verfasser einer Geschichte der russischen Philosophie hervorgetreten ist.

## Leben
Jakowenko wurde 1884 in Twer geboren. Er absolvierte 1903 ein klassisches Gymnasium in Sankt Petersburg und wurde noch im selben Jahr an der Kaiserlichen Moskauer Universität zugelassen. 1905 nahm er an der Russischen Revolution von 1905 teil, wofür er verhaftet und ins Gefängnis gesteckt wurde. Nach seiner Freilassung floh Jakowenko aus Russland, um sein Studium an der Universität Heidelberg in Deutschland fortzusetzen. Im Jahr 1910 war er Mitbegründer der russischen philosophischen Zeitschrift Logos (eines Ablegers der deutschen) und arbeitete an russischen Übersetzungen philosophischer Werke wie denen von Johann Gottlieb Fichte und Benedetto Croce. Ab 1913 lebte er in Italien und zog später nach Prag, wo er an der Interpretation und Kritik der Werke verschiedener europäischer Philosophen arbeitete. Ein großer Teil von Jakowenkos Werk war bestehenden Philosophien gewidmet, und Werke, die seine eigenen Ansichten offenbaren, bleiben etwas im Dunkeln.
Die Grundlage von Jakowenkos philosophischen Ansichten war der Neo-Kantianismus, allerdings in einer deutlich veränderten Form: Er selbst nannte sie kritischen oder transzendentalen Intuitionismus. Er kritisiert immer wieder die religiöse Linie in der russischen Philosophie und polemisiert mit Nikolai Berdjajew, Wladimir Ern, Sergei Bulgakow und anderen. Jakowenko ist auch als Autor von Werken bekannt, die sich kritischen Analysen der Ansichten von Edmund Husserl, Hermann Cohen, Salomon Maimon, Johann Gottlieb Fichte und der Geschichte der russischen Philosophie widmen.
Jakowenko betrachtet die Philosophie als eng mit der Religion und der Wissenschaft sowie mit dem Leben im Allgemeinen verbunden (in ungefährer deutscher Übersetzung):

„Gleichzeitig ist die Philosophie eng mit der Religion und der Wissenschaft sowie mit dem Leben im Allgemeinen verbunden, denn im Leben und in den beiden großen Kulturbereichen, die aus ihm hervorgehen - Religion und Wissenschaft -, entdeckt das philosophische Denken die Tiefe der Erfahrung, die die Philosophie immer wieder neu nährt.“

Jakowenko ist insbesondere bekannt als Verfasser einer zuerst auf Tschechisch 1938 in Prag erschienen Geschichte der russischen Philosophie (tschechisch Dějiny ruské filosofie; russisch История русской философии / Istorija russkoi filossofii, wiss. Transliteration Istorija russkoj filosofii), eines philosophiegeschichtlichen Werkes, das einen Überblick über das russische philosophische Denken vom 18. Jahrhundert bis in das 1. Drittel des 20. Jahrhunderts liefert und sein größtes philosophisches Werk ist und in jüngerer Zeit auch auf Russisch erschien.

## Schriften
vgl. krugosvet.ru
- К критике теории познания Г.Риккерта. – Вопросы философии и психологии [Fragen der Philosophie und Psychologie], 1908, т. 93 / Zur Kritik der Erkenntnistheorie von G. Rickert - Fragen der Philosophie und Psychologie, 1908, Bd. 93
- Теоретическая философия Г.Когена. – Логос, 1910, кн. 1 / Theoretische Philosophie von H. Cohen. - Logos, 1910, Buch 1.
- О сущности прагматизма. – Труды и дни, 1912, № 2 / Über das Wesen des Pragmatismus. - Arbeit und Tage, 1912, Nr. 2
- Философия Эд.Гуссерля. – Новые идеи в философии, сб. 3. СПб, 1913 / Philosophie von Ed.Husserl. - Neue Ideen in der Philosophie, Bd. 3. SPb, 1913
- Учение Риккерта о сущности философии. – Вопросы философии и психологии, 1913, т. 119 / Rikkerts Lehre vom Wesen der Philosophie. - Fragen der Philosophie und Psychologie, 1913, Bd. 119.
- Вильгельм Виндельбанд. – Вопросы философии и психологии, 1916, т. 132 / Wilhelm Windelband. - Fragen der Philosophie und Psychologie, 1916, Jg. 132
- Философия большевизма. Берлин, 1921 / Philosophie des Bolschewismus. Berlin, 1921
- Очерки американской философии. Берлин, 1922 / Skizzen der amerikanischen Philosophie. Berlin, 1922
- Очерки русской философии. Берлин, 1922 / Skizzen zur russischen Philosophie. Berlin, 1922
- Мощь философии. – Логос (Прага), 1925, кн. 1 / Die Macht der Philosophie. - Logos (Prag), 1925, Buch 1.

- Boris Jakovenko: Dějiny ruské filosofie. Nákladem Slovanského ústavu, v komisi nakl. Orbis, 1938*
- Б. В. Яковенко: История русской философии. М.: Республика, 2003. – 510 с. Пер. с чеш. / Общ. ред. и послесл. Ю.Н. Солодухина. ISBN 5-250-01857-2